# Società Sportiva Gualdo 2002-2003
Questa pagina raccoglie le informazioni riguardanti la Società Sportiva Gualdo nelle competizioni ufficiali della stagione 2002-2003.

## Rosa
| N. |                   | Ruolo | Calciatore        |
| -- | ----------------- | ----- | ----------------- |
|    | Italia (bandiera) | P     | Ivan Aiardi       |
|    | Italia (bandiera) | C     | Roberto Balducci  |
|    | Italia (bandiera) | C     | Simone Bellagamba |
|    | Italia (bandiera) | A     | Paolo Bellucci    |
|    | Italia (bandiera) | C     | Giuseppe Brescia  |
|    | Italia (bandiera) | C     | Mauro Briano      |
|    | Italia (bandiera) | C     | Umberto Calcagno  |
|    | Italia (bandiera) | C     | Marco Campese     |
|    | Italia (bandiera) | A     | Antonio Chisena   |
|    | Italia (bandiera) | D     | Filippo Fedeli    |
|    | Italia (bandiera) | D     | Salvatore Fusco   |
|    | Ghana (bandiera)  | C     | Abdullah Fusseini |

| N. |                   | Ruolo | Calciatore          |
| -- | ----------------- | ----- | ------------------- |
|    | Italia (bandiera) | A     | Riccardo Innocenti  |
|    | Italia (bandiera) | C     | Spartaco Memè       |
|    | Italia (bandiera) | C     | Manuel Milana       |
|    | Italia (bandiera) | D     | Riccardo Pagliuchi  |
|    | Italia (bandiera) | A     | Paolo Rossi         |
|    | Italia (bandiera) | C     | Alessandro Scarponi |
|    | Italia (bandiera) | D     | Antonio Sconziano   |
|    | Italia (bandiera) | A     | Francesco Silvi     |
|    | Italia (bandiera) | A     | Massimo Spagnolli   |
|    | Italia (bandiera) | P     | Stefano Greco       |
|    | Italia (bandiera) | C     | Marco Testa         |